# Paracosmia
Paracosmia – rodzaj skorków z rodziny skorkowatych i podrodziny Ancistrogastrinae.
Skorki te mają raczej spłaszczone ciało. Czułki ich budują długie i smukłe człony, z których czwarty jest prawie tak długi jak trzeci. Skrócone, stosunkowo krótkie pokrywy (tegminy) mają wyraźne podłużne kile wzdłuż krawędzi bocznych oraz poprzecznie lub ukośnie ścięte krawędzie tylne. Tylna para skrzydeł jest całkowicie zanikła. Wypukły odwłok cechuje się opadającym i delikatnie zwężonym ku tyłowi ostatnim z tergitów. Przedostatni jego sternit jest poprzeczny i ma zewnętrzne kąty wydłużone w płaty, kolce, a u P. ambesa w rozwidlone wyrostki. Przysadki odwłokowe (szczypce) samca odznaczają się obecnością zębów zarówno na wewnętrznych jak i zewnętrznych krawędziach ramion. Narządy genitalne samca mają długą lub bardzo długą virgę. 
Przedstawiciele rodzaju występują w Ameryce Południowej i Centralnej (kraina neotropikalna).
Rodzaj ten wprowadzony został w 1909 roku przez Alfreda Borelliego. Gatunek typowy został wyznaczony w 1911 przez Malcolma Burra. Należy doń 6 opisanych gatunków:
- Paracosmia ambesa (Menozzi, 1929)
- Paracosmia dugesi Borelli, 1909
- Paracosmia gulosa (Scudder, 1876)
- Paracosmia impennis (de Bormans, 1893)
- Paracosmia silvestrii Borelli, 1909
- Paracosmia tristani (Borelli, 1907)